# Fred Osam-Duodu
Fred Osam-Duodu (ur. 4 czerwca 1938, zm. 4 października 2016) – ghański trener piłkarski, pięciokrotny selekcjoner reprezentacji Ghany.

## Kariera trenerska
W swojej karierze trenerskiej Osam-Duodu pięciokrotnie był selekcjonerem reprezentacji Ghany. Największy sukces z nią osiągnął w 1982 roku, gdy doprowadził ją do zwycięstwa w Pucharze Narodów Afryki 1982, odbywającym się w Libii. Prowadził również młodzieżowe reprezentacje Ghany. W 1993 roku z reprezentacją Ghany U-20 wywalczył mistrzostwo Afryki, a następnie zajął z nią 2. miejsce w młodzieżowych Mistrzostwach Świata 1993. W 2005 roku został z kadrą Gambii U-17 mistrzem Afryki.